# Tangerine
Pour les articles homonymes, voir Tangerine (homonymie).
Hybride
Parent A de l'hybridation 
  Citrus reticulata 
×

Parent B de l'hybridation 
  Citrus aurantium 
Classification phylogénétique
La tangerine, Citrus ×tangerina, est un agrume parent des mandarines.
Son nom vient de Tanger au Maroc, qui était le principal port pour l'exportation des mandarines au début du XIXe siècle.

## Dénomination
Les définitions sont imprécises, de synonyme on est passé à hybride sans fondement génétique. Paul  Hubert (1912) écrit « Au Brésil, la mandarine est dite tangerine. À Cuba, le mandarinier à feuilles de saules et la Fancy tangerine se montrent très productifs ». En anglais,  E. A. Manville (1979) fait de même.
Tangerine est un terme ancien. Laure Junot  Abrantès (1835) écrit « Ces tangérines étaient de petites oranges naines qui viennent de Tanger, dont elles ont pris leur nom, la peau en est lisse et satinée et s'enlève en une seule fois ; la chair est sucrée et parfumée ». João de Loureiro (1710-1791) a été le premier à décrire la mandarine, nom validé par de Candolle (1883). Dans la mesure où tangerine désigne les mandarines provenant de Tanger, le terme est postérieur à l'introduction de mandarines en Méditerranée depuis la Chine par les portugais au XVIe siècle. En 1925 P. Revel distingue 2 variétés botaniques: Une nouvelle variété de mandarine: la tangerine qui selon Trabut serait un hybride de mandarine. En 1902, le même auteur les donnait synonymes quand il décrit la clémentine.
Il est plus juste de parler d'usage que distinction botanique, on dit tangerine Dancy (qui est aussi mandarine Dancy) et mandarine de Saïgon , dont J. Brichet reconnait qu'elles ne diffèrent que par leur hétéronymie et leur apparence (1945).

## Taxinomie
Selon les auteurs, le classement taxinomique de la tangerine varie :
- pour les uns, la tangerine est un hybride entre Citrus reticulata, un mandarinier et Citrus aurantium, un bigaradier. Elle prend alors le nom de Citrus ×tangerina Tanaka ;
- pour d'autres, c'est une espèce à part, Citrus tangerina Tanaka ;
- pour certains, enfin, il s'agit d'une variété ou d'un cultivar de mandarinier : Citrus reticulata Tangerina.

## Hybrides issus de tangerine
La tangerine est un parent dans de nombreux croisements. Par exemple, le tangelo est un croisement de pomélo et de tangerine, la nova et la clemenvilla sont issues d'une hybridation avec la clémentine.
'Fortune' était traditionnellement considérée comme un hybride de mandarine et de tangerine (C. reticulata x C. tangerina). En 2015 deux études indépendantes de marqueurs moléculaires donnent pour parent pollinique le tangelo ‘Orlando’ et non la tangerine ‘Dancy’. La collection Givaudan-UCR classe 'Fortune' Citrus reticulata.
On a découvert à la Jamaïque de nombreux croisements naturels de tangerine et d'orange, on a nommé ces fruits tangors. Deux variétés sont couramment importées en France entre février et mai : les ortaniques à peau orange et rugueuse et les 'temples' avec une  peau épaisse de couleur rouge foncé.

## Médecine
Une étude scientifique publiée en 2011, réalisée par l'Institut Robarts au Canada, a mis en évidence sur une population de souris, le rôle positif d'un bioflavonoïde contenu dans la tangerine, le nobilétine, dans la prévention du diabète et de l'obésité.

## Production
| Production en tonnes de clémentines, de mandarines et de tangerines. Chiffres 2004-2005 Données de FAOSTAT (FAO) Base de données de la FAO, accès du 14 novembre 2006 |               |       |               |       |
| Chine | 11 044 178,00 | 47 %  | 11 395 000,00 | 49 %  |
| Espagne | 2 457 700,00  | 10 %  | 1 944 600,00  | 8 %   |
| Brésil | 1 163 213,00  | 5 %   | 1 270 000,00  | 5 %   |
| Japon | 1 060 000,00  | 5 %   | 1 100 000,00  | 5 %   |
| Iran | 720 000,00    | 3 %   | 720 000,00    | 3 %   |
| Thaïlande | 668 000,00    | 3 %   | 670 000,00    | 3 %   |
| Égypte | 661 271,00    | 3 %   | 665 000,00    | 3 %   |
| Pakistan | 505 000,00    | 2 %   | 587 000,00    | 2 %   |
| Italie | 611 134,00    | 3 %   | 585 844,00    | 2 %   |
| Turquie | 670 000,00    | 3 %   | 585 000,00    | 2 %   |
| Corée du Sud | 584 353,00    | 2 %   | 580 000,00    | 2 %   |
| Argentine | 450 000,00    | 2 %   | 450 000,00    | 2 %   |
| Maroc | 443 000,00    | 2 %   | 425 000,00    | 2 %   |
| États-Unis | 476 270,00    | 2 %   | 390 090,00    | 2 %   |
| Mexique | 360 000,00    | 2 %   | 370 000,00    | 2 %   |
| Autres pays | 1 642 814,00  | 7 %   | 1 749 787,00  | 7 %   |
| Total | 23 516 933,00 | 100 % | 23 487 321,00 | 100 % |

## Valeurs nutritives
| Tangerine crue (valeur nutritive pour 100 g) |                          |                          |                              |
| eau : 87,60 g                                | cendres totales : 0,39 g | fibres : 2,3 g           | valeur énergétique : 44 kcal |
| protéines: 0,63 g                            | lipides: 0,19 g          | glucides: 11,19 g        | sucres simples : 8,89 g      |
| oligo-éléments                               |                          |                          |                              |
| calcium : 14 mg                              | fer : 0,10 mg            | magnésium : 12 mg        | phosphore : 10 mg            |
| potassium : 157 mg                           | cuivre : 0,028 mg        | sodium : 1 mg            | zinc : 0,24 mg               |
| vitamines                                    |                          |                          |                              |
| vitamine C : 30,8 mg                         | vitamine B1 : 0,105 mg   | vitamine B2 : 0,022 mg   | vitamine B3 : 0,160 mg       |
| vitamine B5 : 0,200 mg                       | vitamine B6 : 0,067 mg   | vitamine B9 : 0 µg       | vitamine B12 : 0,00 µg       |
| vitamine A : 675 UI                          | rétinol : 0 µg           | vitamine E : 0,15 µg     | vitamine K : 0,0 µg          |
| acides gras                                  |                          |                          |                              |
| saturés : 0,022 g                            | mono-insaturés : 0,034 g | poly-insaturés : 0,037 g | cholestérol : 0 mg           |